# خلية طحالية

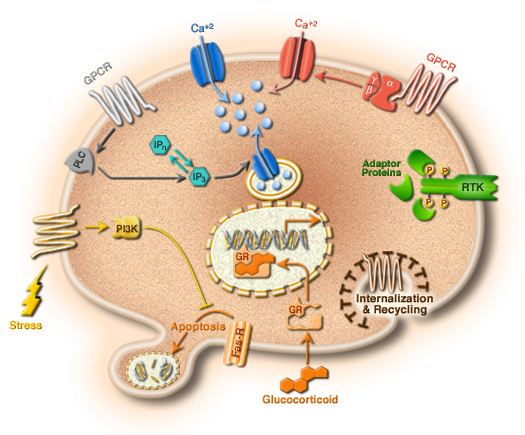

الخلية الطحالية (بالإنجليزية: Splenocyte)‏ ممكن ان تكون أيّ نوع من أنواع خلايا الدم البيضاء طالما ان موقعها الطحال أو انها عزلت منه. تتكون الخلايا الطحالية من أنواع خلايا متعددة مثل خلايا تي وخلايا بي والخلايا ذات الزوائد والخلايا البلعمية التي لها وظائف مناعية مختلفة.